# 천쭝옌
천쭝옌(중국어 정체자: 陳宗彥, 병음: Chén Zōngyàn, 1967년 4월 15일 ~ )은 중화민국의 정치인이다. 

## 학력
- 둥하이 대학 화학 학사
- 펑자 대학 도시계획연구소 석사
- 국립 성공 대학 건축학 박사

## 같이 보기
- 민주진보당